# Steinberg (Wadern)
Steinberg ist ein Stadtteil der Stadt Wadern im Landkreis Merzig-Wadern im nördlichen Saarland. Der Ort liegt im Schwarzwälder Hochwald und ist Teil des moselfränkischen Sprachraums.

## Geographie

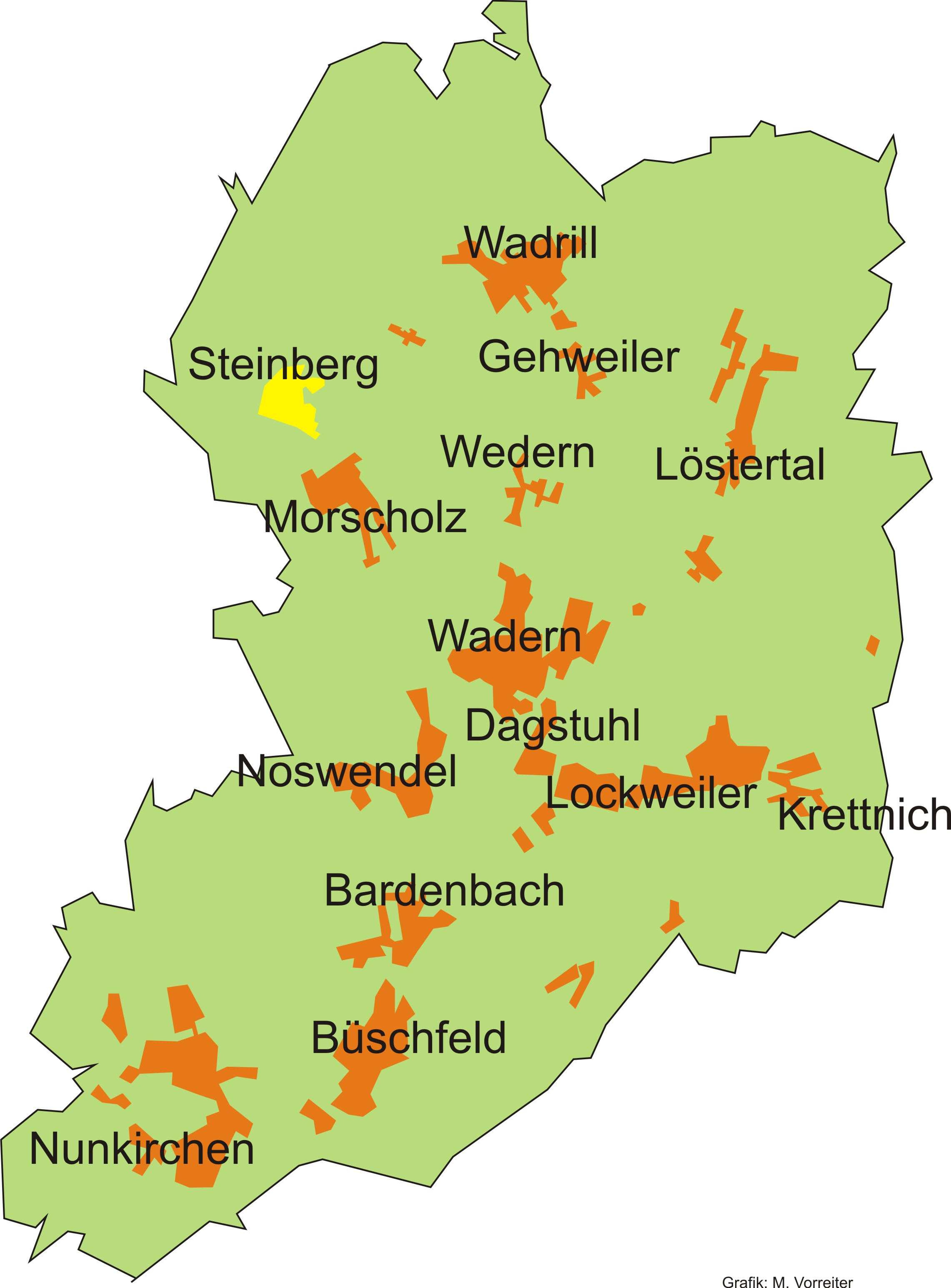
Lage von Steinberg in der Stadt Wadern

Steinberg liegt ungefähr 370 Meter über dem Meeresspiegel und zeichnet sich durch seine Hanglage aus. Der rot-weiße Turm des Senders Teufelskopf auf dem 695 m ü. NHN hohen Teufelskopf, der höchsten Erhebung des Waldrückens oberhalb von Steinberg, ist von weitem her zu sehen. Der Waldreichtum und die damit verbundenen Wandermöglichkeiten, das Naturschutzgebiet Wahnbachtal und der Ausblick über weite Teile des Saarlandes machen den Ort für Touristen reizvoll.

## Geschichte
Erstmals urkundlich erwähnt wird Steinberg im Trierer Urbar (Steuerschrift) von 1200, nach dem es zum Forstamt Kell gehörte (Forsthubendorf). Funde lassen vermuten, dass der Ort vermutlich um die Wende des 13. Jahrhunderts durch Franken entstanden ist. Der Ort gehörte früher zum Kurfürstentum Trier und war in Verwaltungs-, Gerichts- und Steuerangelegenheiten dem Amt Grimburg unterstellt.
Steinberg gehörte bis zum Ende des Ersten Weltkrieges dem Kreis Merzig an, der Bestandteil des preußischen Regierungsbezirks Trier war. Der Kreis Merzig wurde im Jahre 1920 nach den Bestimmungen des Versailler Vertrages dem unter Völkerbundsverwaltung stehenden Saargebiet zugewiesen – mit Ausnahme der Hochwaldgemeinden (Amtsbezirke Wadern, Losheim und Weiskirchen), darunter auch Steinberg, die unter der Bezeichnung „Restkreis Merzig-Wadern“ weiter beim Regierungsbezirk Trier, und somit beim Deutschen Reich, verblieben. Die landrätliche Verwaltung des „Restkreises“ befand sich in Wadern. Nach dem Zweiten Weltkrieg verfügte Frankreich die Zugehörigkeit des „Restkreises“ zu dem unter französischem Einfluss stehenden neu gebildeten Saarland.
Am 1. Januar 1957 wurde das Saarland und damit auch Steinberg wieder ein Teil Deutschlands. Der wirtschaftliche Anschluss an die Bundesrepublik erfolgte allerdings erst am 6. Juli 1959.
Im Rahmen der saarländischen Gebiets- und Verwaltungsreform wurde am 1. Januar 1974 die bis dahin eigenständige Gemeinde Steinberg, die bis dato zum Amt Weiskirchen gehörte, aufgelöst und der neuen Gemeinde, ab 1978 Stadt, Wadern zugeordnet.

## Politik
Der erste Steinberger Gemeinderat wurde 1846 nach dem in Preußen geltenden Dreiklassenwahlrecht gewählt. Das Wahlrecht stand nur Männern nach Vollendung des 24. Lebensjahres zu, die seit einem Jahr Einwohner Steinbergs und Preußische Untertanen waren. Ferner mussten sie mit einem Hause in der Gemeinde angesessen und unbescholten gewesen sein und von ihren Grundbesitzungen einen Mindest-Grundsteuerbetrag entrichtet haben. Fürsorgeempfänger und Personen, die zum Verlust der Ehrenrechte verurteilt worden sind, waren davon ausgenommen. Der Gemeinderat konnte ferner Bürgern das Wahlrecht entziehen, die sich durch ihre Lebensweise oder durch einzelne Handlungen die öffentliche Verachtung zugezogen haben. Vater und Sohn sowie Brüder konnten nicht zugleich Mitglieder des Gemeinderats sein.
Zum ersten Gemeindevorsteher von Steinberg wurde Mathias Lauer ernannt, dessen Amtseid wie folgt lautete:
„Ich, Mathias Lauer, schwöre zu Gott dem Allmächtigen und Allwissenden, daß nachdem ich zum Vorsteher der Gemeinde Steinberg bestellt worden, seiner Königlichen Majestät von Preußen meinem Allgnädigsten Herrn ich unterthänig, treu und gehorsam sein und alle mir vermöge meines Amtes obliegende Pflichten nach meinem besten Wissen und Gewissen genau erfüllen will, so wahr mir Gott helfe und sein heiliges Evangelium.“
Zum Vergleich der heutige Amtseid des Ortsvorstehers: „Ich schwöre, dass ich das Grundgesetz für die Bundesrepublik Deutschland, die Verfassung des Saarlandes und die Gesetze beachten und befolgen, das mir übertragene Amt gerecht und unparteiisch verwalten und meine Amtspflichten gewissenhaft erfüllen werde, so wahr mir Gott helfe.“

### Gemeindevorsteher der selbständigen Gemeinde Steinberg
- Matthias Lauer (1846 bis 1850)
- Franz Görgen (1850 bis 1854)
- Mathias Hassler (1854 bis 1888)
- Nikolaus Görgen (1888 bis 1894)
- Mathias Harig, Zentrum (1894 bis 1923)
- Friedrich Gouverneur, Zentrum  (1924 bis 1929)
- Jakob Brutscher, Zentrum (1930 bis 1934)

- Johann Maurer, NSDAP (1934 bis 1945) – Ortsbürgermeister

### Bürgermeister der selbständigen Gemeinde Steinberg nach dem 2. Weltkrieg
- Peter Glauben, Parteilos (1945 bis 1949)
- Peter Harig, CVP (1949 bis 1967);  ab 1959 CDU
- Bernhard Hewener, SPD (1968 bis 1974)

### Ortsvorsteher des Stadtteils Steinberg (seit der Gebietsreform 1974)
- Peter Dewald, CDU (1974 bis 1984)
- Fredi Dewald, SPD (1984 bis 1998)
- Christoph Trampert, SPD (1998 bis 2018)
- Michael Dewald, SPD (ab 2018)

### Ortsrat
Ergebnis der Ortsratswahl vom 25. Mai 2014:
- SPD: 61,6 %, 6 Sitze
- CDU: 38,4 %, 3 Sitze

Ergebnis der Ortsratswahl vom 26. Mai 2019:
- SPD: 64,4 %, 6 Sitze
- CDU: 35,6 %, 3 Sitze

Ergebnis der Ortsratswahl vom 9. Juni 2024:
- SPD: 72,5 %, 7 Sitze
- CDU: 27,5 %, 2 Sitze

### Kommunalpartnerschaft
Seit 1991 unterhalten die Stadtteile Steinberg und Morscholz für die Stadt Wadern eine Partnerschaft mit Wahrenbrück in Brandenburg.

### Wappen
Das Wappen – entworfen von Willy Weinen – teilt sich auf wie folgt: Oben rechts auf Silber ein rotes Kreuz, das Wappen des Kurfürstentums Trier, das auf die frühere Zugehörigkeit des Ortes hindeutet. Das schwarze Andreaskreuz auf Gold oben links ist das Wappen der Herren von Saarbrücken, Grimburg und Dagstuhl. Es deutet auf die Zugehörigkeit Steinbergs zum früheren Amt Grimburg. In der Mitte symbolisiert eine Silbertanne auf Grün die Waldbewirtschaftung im früheren Forst-Hubendorf Steinberg. Im unteren Teil ist ein schwarzer Dreiberg auf Gold und Silber angebracht. Er ist Hinweis auf den Ortsnamen Steinberg mit seinen drei Hauptbergen Rodelberg, Bremerkopf und Faidenberg.

## Kultur und Sehenswürdigkeiten

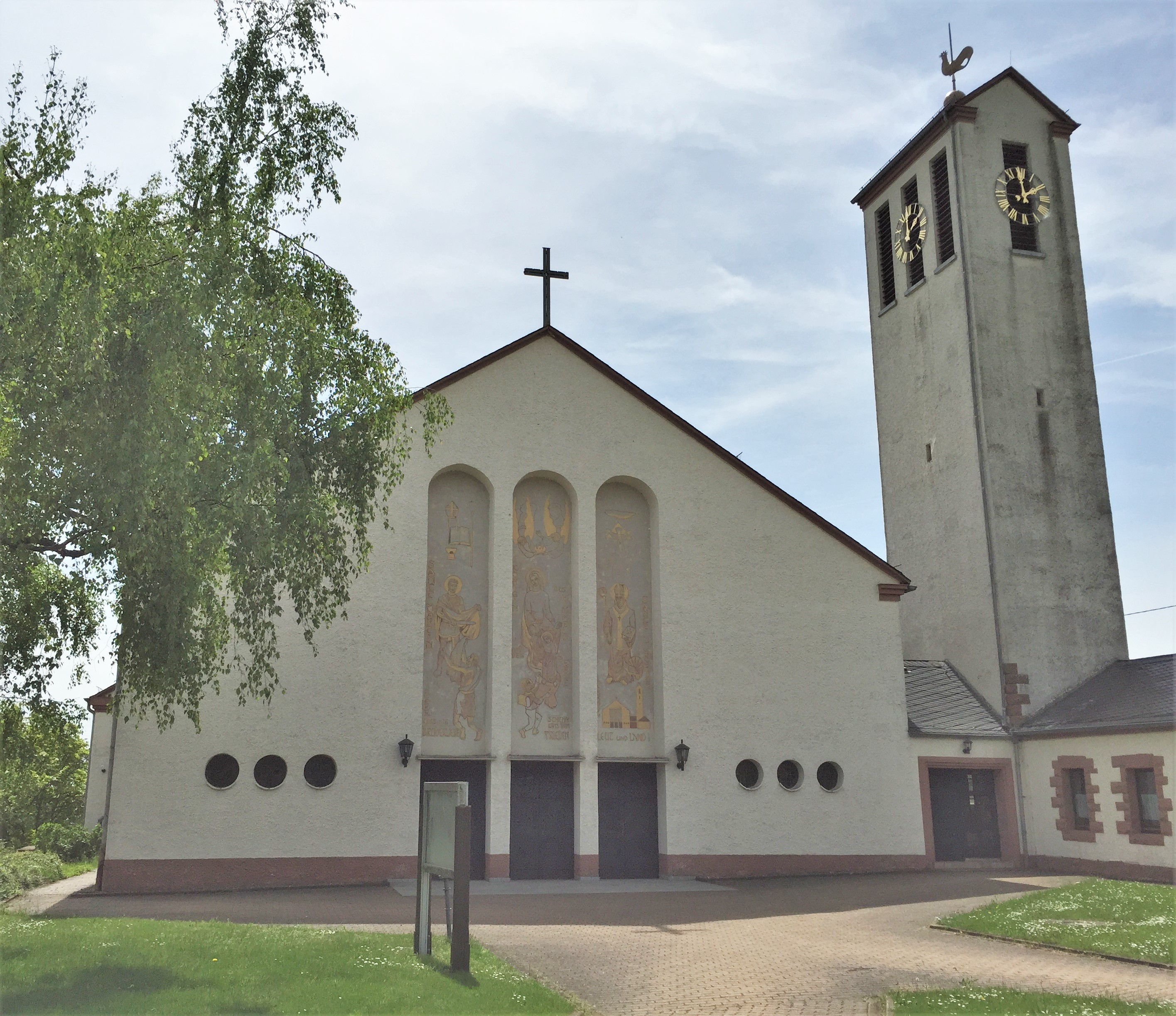
Pfarrkirche St. Liborius

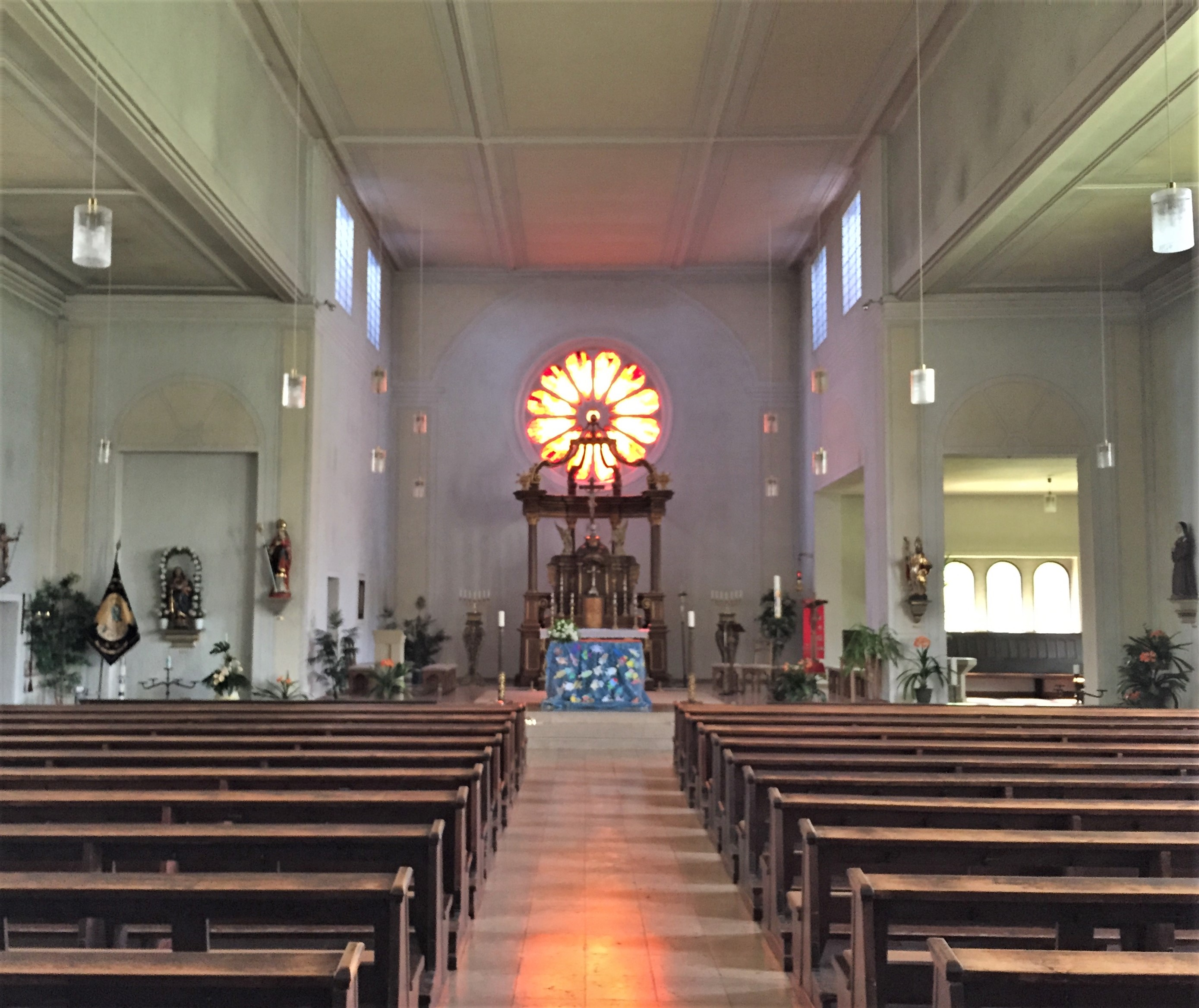
Inneres der Kirche mit Blick zur Apsis

Die erste urkundlich bekannte Kapelle in Steinberg wurde im Jahr 1743 abgerissen. Im selben Jahr errichtete man am gleichen Standort eine neue Kapelle, die dem heiligen Liborius geweiht war. Im Jahr 1803 wurde Steinberg Kapellengemeinde der Pfarrei St. Johannes der Täufer in Konfeld. Durch einen Brand wurde die Steinberger Kapelle im Jahr 1860 völlig zerstört. Ein Neubau erfolgte in den Jahren von 1863 bis 1868. Die Kapellengemeinde wurde im Jahr 1921 zur Pfarrvikarie erhoben. Im Jahr 1947 erfolgte die Erhebung zur Pfarrei.
Unter Pfarrer Josef Pülske begann man im Jahr 1951 mit dem Bau einer neuen Kirche. Am 25. Oktober 1953 wurde die heutige Pfarrkirche, die vom Merziger Architekt H. Rost als gestaffelte Saalkirche entworfen worden war, am Christkönigsfest durch den Trierer Generalvikar Peter Weins eingeweiht. Das Liborius-Patrozinium wurde dabei weitergeführt. Der barocke Hochaltar aus dem Jahr 1725 ist als auf vier Säulen ruhender Baldachinaltar gestaltet. Er stammt aus der in den Jahren 1880/1881 abgerissenen mittelalterlichen Pfarrkirche St. Johannes und Paulus in Beckingen. Über dem Altar befindet sich ein zwölfspeichiges Rosenfenster, das von dem damaligen saarländischen Ministerpräsidenten Johannes Hoffmann gestiftet worden war. Es thematisiert in feurigen Farben den Heiligen Geist. Die Nebenapside beherbergt die Taufkapelle. Die Sakristei befindet sich im Zwickel zwischen Apsis und Kirchensaal. Der Kirchturm ist als Campanile rechts neben dem Kirchenschiff positioniert.
Zur Ausstattung der Steinberger Kirche gehört ein Reliquien-Ostensorium mit einer Reliquie des heiligen Liborius, die sich seit 1762 urkundlich beglaubigt im Besitz der Steinberger Kapellengemeinde befand. Im Jahr 2004 wurde zur Ausstellung der Reliquie eine einbruchssichere Schaunische installiert. Bis in die 1950er Jahre war Steinberg aufgrund der Reliquie auch Ziel von Wallfahrten, die besonders bei Stein- und Nierenleiden unternommen wurden.
Zahlreiche Heiligenfiguren, Kirchenfenster und die Kreuzwegstationen in der Steinberger Kirche stammen noch aus dem Vorgängerbau. Eine Restaurierung der Ausstattungsteile erfolgt im Jahr 2004. Am 18. April 2007 wurden in der Kirche die Gebeine der heiligen Therese von Lisieux ausgestellt, woran eine Statue der Heiligen erinnert. Seit Dezember 2019 hängt in der Apsis ein großes Gemälder der Unbefleckten Empfängnis, das von der „Malergräfin“ Octavie de Lasalle vermutlich in den 1880er Jahren gemalt worden war. Das Bild wurde der Kirche als Dauerleihgabe von der Stadt Wadern überlassen. Der Erbauer der Kirche, Pfarrer Josef Pülske, ist in der Kirche bestattet. Die Steinberger Kirche ist dem Bistum Trier zugeordnet. Patroziniumstag ist das Fest des heiligen Liborius von Le Mans am 23. Juli. Die Feierlichkeiten in Steinberg finden immer am dritten Sonntag im Juli statt.
Seit dem 1. Januar 2023 ist Steinberg Teil der katholischen Pfarrei Hll. Fides, Spes und Caritas Wadern (Glaube, Hoffnung und Liebe), die die gesamte Stadt Wadern umfasst.

### Veranstaltungen
- Kirmes (Mitte Juli)

### Vereine
Die wichtigsten Vereine in alphabetischer Reihenfolge:
- Angelsportverein Steinberg
- Damenturn- und Gymnastikgruppe Steinberg
- Eichenlaubschützen Steinberg
- Kirchenchor „Cäcilia“ Steinberg
- Kolpingkapelle Steinberg
- Malteser Hilfsdienst Steinberg
- Naturschutzbund (NABU) Ortsgruppe Steinberg
- Obst- und Gartenbauverband Steinberg
- Sportverein „Grün-Weiß“ 1927 Steinberg
- Tischtennisgemeinschaft Steinberg-Morscholz (zurzeit in Spielgemeinschaft TTC Hochwald)
- VdK Steinberg-Morscholz

## Wirtschaft und Infrastruktur
Steinberg verfügt mit der Eichenlaubhalle über eine Sport- und Festhalle, die für größere Veranstaltungen zur Verfügung steht.
Zu den weiteren Ausstattungsmerkmalen gehören ein Sportplatz und Sportlerheim des SV 1927 Grün-Weiß Steinberg, ein Probe- und Vereinsraum des Gemeinschaftsorchesters Steinberg-Weiskirchen, ein Feuerwehrgerätehaus der Freiwilligen Feuerwehr des Löschbezirkes Steinberg, ein Gruppenraum sowie Umkleideräume der Malteser Ortsgruppe Steinberg, ein Pfarrheim, Kinderspielplätze, ein Jugendclub, ein mobiler Post-Service sowie eine Forstrevier-Dienststelle.
Steinberg ist außerdem ein Grundschulstandort der Stadt Wadern mit dem Einzugsgebiet der Orte Steinberg, Wadrilltal, Morscholz und Löstertal.
Des Weiteren gibt es in Steinberg eine Bäckerei, eine Metzgerei sowie ein Gasthaus mit Räumlichkeiten für größere Feiern.
Es existieren stündliche Busverbindungen nach Wadern und in die Kreisstadt Merzig.

### Medien
- Saarbrücker Zeitung
- Wochenspiegel Hochwald
- Amtliches Bekanntmachungsblatt der Stadt Wadern